# Trachycystis placenta
Trachycystis placenta es una especie de molusco gasterópodo de la familia Charopidae en el orden de los Stylommatophora.

## Distribución geográfica
Es endémica de Sudáfrica.

## Hábitat
Su hábitat natural son: Bosques, secos y húmedos subtropicales o tropicales de tierras bajas.

## Estado de conservación
Se encuentra amenazada de extinción por la pérdida de su hábitat natural.